# Capilloppia capillata
Capilloppia capillata är en kvalsterart som beskrevs av Balogh och Sandór Mahunka 1966. Capilloppia capillata ingår i släktet Capilloppia och familjen Oribatulidae. Inga underarter finns listade.